# 12-Hufen-Dörfer

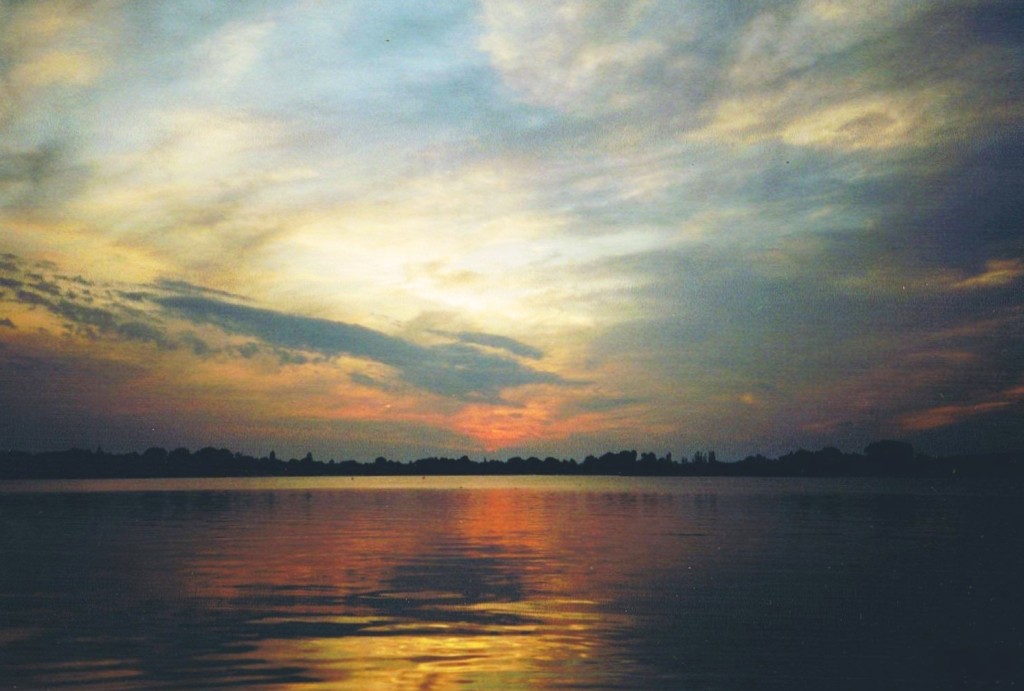
Sechs der neun 12-Hufen-Dörfer reihen sich entlang der Havel, Sonnenuntergang bei Groß Kreutz

Die sogenannten 12-Hufen-Dörfer sind eine Gruppe von havelländischen und zauchischen Ortschaften. Während des Landesausbaus der Mark Brandenburg im Hochmittelalter erhielten sie eine sehr ähnliche Struktur.

## Geografie
Die 12-Hufen-Dörfer umfassen 9 Dörfer, 8 im Havelland und 1 in der Zauche. Letzteres ist Schmölln (heute zu Brandenburg an der Havel). Es liegt knapp südlich der Havel. Der Fluss trennt die beiden brandenburgischen Landschaften.
| 12-Hufen-Dorf       | Lage                                                                                       | heute zu                     | Kleinlandschaft                       | anschmiegende Ortschaft                                                                   |
| ------------------- | ------------------------------------------------------------------------------------------ | ---------------------------- | ------------------------------------- | ----------------------------------------------------------------------------------------- |
| Klein Weseram       | vermutlich Flurstelle Das alte Dorf, 1,5 km südlich von (Groß) Weseram                     | Roskow                       | Potsdam-Brandenburger Havel-Niederung | Groß Weseram                                                                              |
| Leest (Falkenrehde) | vermutlich auf dem Kirchenwerder, eine Anhöhe westlich der Wublitz                         | Ketzin/Havel                 | Nauener Platte                        | Falkenrehde bzw. West-Leest (siehe Ein Kietz in Falkenrehde?)                             |
| Lietzen             | auf der Dorfstelle Lietzen, südlich der Rollberge, südwestlich von Stechow                 | Stechow-Ferchesar            | Ländchen Nennhausen                   | Acker Lietzen                                                                             |
| Lötz                | wahrscheinlich am Lötzbruch, nördlich von Gutenpaaren und Igelpfuhl                        | Ketzin/Havel, Nauen, Päwesin | Potsdam-Brandenburger Havel-Niederung | –                                                                                         |
| Neu Lochow          | Vorderste Dorfstelle, südwestlich der Kornhorstbrücke, östlich vom heutigen Lochow         | Stechow-Ferchesar            | Ländchen Nennhausen                   | Alt Lochow                                                                                |
| Schmölln            | sogenannter Schlossberg im Winkel von Sandfurthgraben und Plane, nördlich von Wilhelmsdorf | Brandenburg an der Havel     | Potsdam-Brandenburger Havel-Niederung | –                                                                                         |
| Tieckow             | geringfügig unweit der heutigen Ortslage                                                   | Havelsee                     | Untere Havel-Niederung                | Vorhandensein von zwei Dörfern (slawisches und deutsches) nicht zweifelsfrei nachgewiesen |
| Wendemark (Ketzin)  | –                                                                                          | Ketzin/Havel                 | Potsdam-Brandenburger Havel-Niederung | Ketzin                                                                                    |
| Wolsier             | am Rand der Niederung auf der Wörde, südlich vom heutigen Wolsier                          | Havelaue                     | Ländchen Rhinow                       | –                                                                                         |

## Geschichte

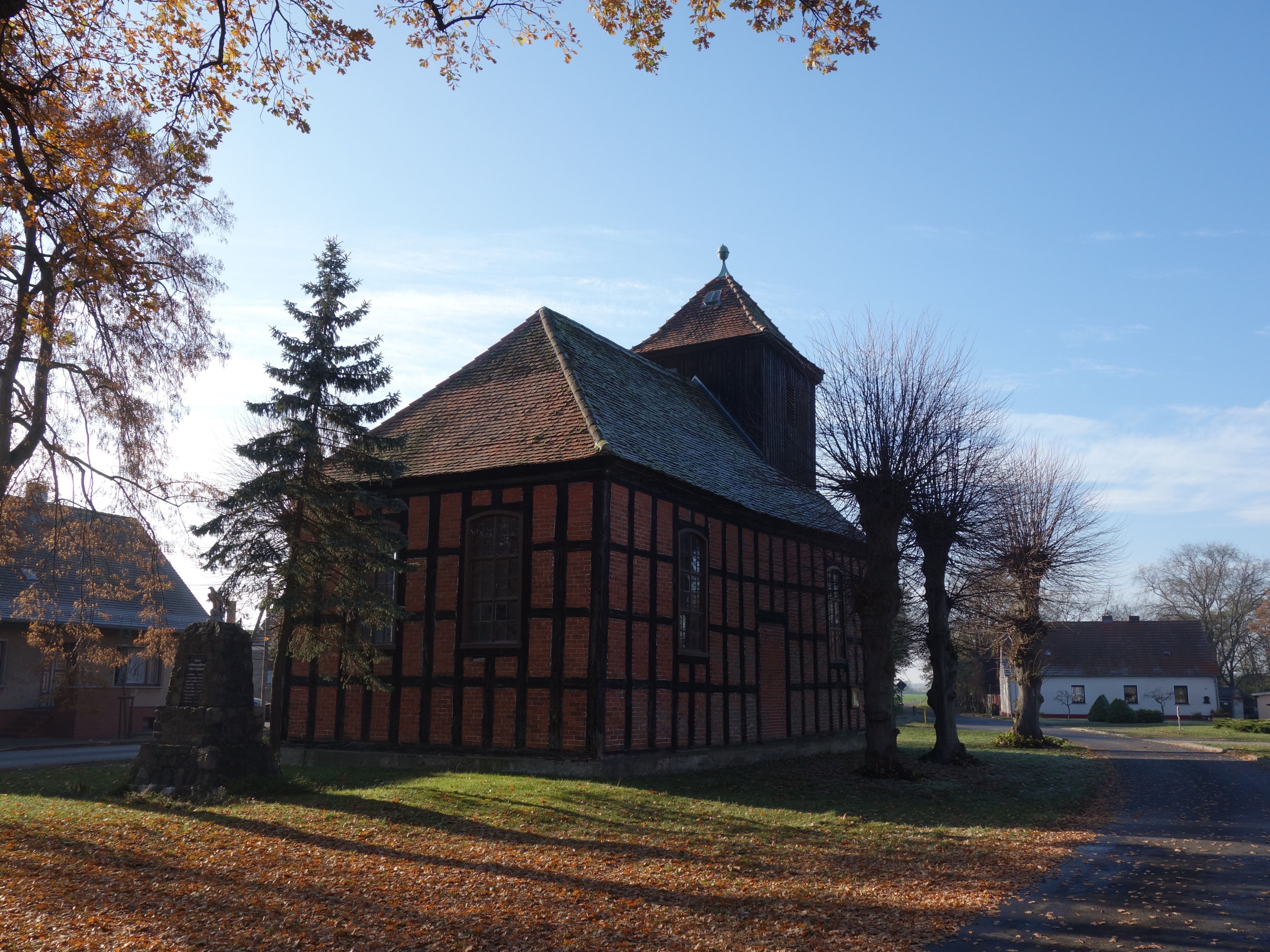
Wolsier (Ortsteil von Havelaue) war das nördlichste der 12-Hufen-Dörfer. Etwa 600 m von ihm entfernt entstand vor 1510 die heutige Ortschaft, die Dorfkirche Wolsier.

Alle 12-Hufen-Dörfer blickten auf elbslawische Siedlungen zurück. Während der Deutschen Ostsiedlung erfolgte die Umwandlung in Hufendörfer. Dabei erhielten sie, wie der Name schon sagte, eine 12 Hufen messende Feldflur. Daran besaßen der Pfarrer (Wedemhof) und die Kirche am Anfang keinen Anteil. Später fielen alle Ortschaften zumindest zeitweise wüst. Für das ganze Havelland (und den unmittelbar angrenzenden Teil der Zauche) fand sich keine andere größere Gruppe von Siedlungen mit diesem Grad an Gemeinsamkeiten. Für das Warum bot der Historiker Cornelius C. Goeters keine Antwort. Die Trennlinie war aber scharf gezogen. Bereits Nieder Neuendorf fiel heraus. Das Landbuch der Mark Brandenburg von 1375 verzeichnet es zwar mit 12, die anderen Schriftquellen aber mit 13 Hufen.
Bei allen Übereinstimmungen wiesen die 9 Dörfer auch Unterschiede auf, beispielsweise bei den Grundherren um 1375 oder dem Zeitpunkt des Wüstfallens.
- Klein Weseram wurde 1337 an Zabel Becker vergeben. Diese bürgerliche Familie besaß es 1375 vielleicht noch immer. Im Landbuch fehlte Klein im Gegensatz zu Groß Weseram. Im Schosskataster von 1450 erschienen Beide, Klein mit 12 und Groß mit 25 Hufen. In dem von 1624 kam nur ein Weseram mit 37 Hufen vor.[10][3][11]

- Leest (Falkenrehde) bestand laut Landbuch aus Ritterhöfen mit Dienstpflicht beim Markgrafen sowie einem dritten Hof. Das war die letzte urkundliche Erwähnung des Ortsnamens. Nur als Flurname blieb Leest bis ins 17. Jahrhundert im Gebrauch.[12][13][14]

- Lietzen (heute zu Stechow-Ferchesar) hielten Deren von Stechow als Afterlehen von Deren von Mansfeld, diese wiederum als Lehen vom Markgrafen. Anno 1375 bestanden offenbar nur Vollbauernhöfe. Ausdrücklich wies das Landbuch auf das Fehlen von Kossäten hin. Das sich an die slawische Siedlung anschließende deutsche Dorf lag bereits wüst. Den Acker Lietzen bestellte Hennig von Stechow vom gleichnamigen Dorf aus. Spätere Erwähnungen (1442, 1571) betrafen undifferenziert eine wüste Feldflur Lietzen. Demnach war der slawische Ortsteil ebenfalls in Stechow aufgegangen. Die Flurnamen Lietzenort und Lietzen-Berg verwiesen auf die Zweiteilung der Ortschaft.[15][16][17]

- Lötz konnte bisher (Stand 1994) nicht genau lokalisiert werden. Die Flurnamen deuteten auf eine Aufteilung der Feldflur zwischen Päwesin, Wachow und Gutenpaaren hin. Die drei Ortschaften unterlagen jeweils einer anderen Grundherrschaft. Im 13. Jahrhundert endeten die urkundlichen Erwähnungen des Dorfs Lötz. Es war wohl in diesem Jahrhundert wüst gefallen.[18][3]

- In Neu Lochow (heute zu Stechow-Ferchesar) übten um 1375 möglicherweise der Bürger Wenemer oder die Ritter von Lindow die Grundherrschaften aus. Gerd Heinrich trennte nicht zwischen Neu und Alt Lochow. Letzteres war den archäologischen Funden nach um 1200 aufgegeben worden. Dementsprechend bezeichnete das Landbuch das 26 Hufen große Dorf als völlig wüst. Diese Kategorisierung galt wohl auch für Neu Lochow, da außer der Ausstattung mit 12 Hufen keine weiteren Angaben erfolgten. Als Zeitraum kamen das 13./14. Jahrhundert in Frage. Urkunden von 1441 und 1445 vermerkten eine Wüstung Lochow und bezogen sich wahrscheinlich auf Neu Lochow.[3][19][20][21]

- Schmölln (heute zu Brandenburg an der Havel) gehörte 1375 dem Stadtschulzen von Altstadt Brandenburg. Das Landbuch vermerkte in Handschrift C für den Pfarrer 2 Hufen. Die häufig genauere Handschrift A ordnete den Grund und Boden aber dem Dorfschulzen zu. Noch im 14. Jahrhundert fiel die Ortschaft wüst.[22][2][4]

- Tieckow lag im Hochstift Brandenburg. Innerhalb des geistlichen Territoriums wechselte Tikow 1317 vom Bischof zum Domkapitel von Brandenburg. Die gleiche Übertragung vom bischöflichen Tafelgut zum Domkapitelgut erfolgte drei Jahre später für slavica villa Tieckow. Möglicherweise existierten zwei eng beieinander liegende Ortschaften. Das Landbuch enthielt nur eine Ortschaft mit diesem Namen. Anno 1417 plünderten erzmagdeburgische Raubritter das Dorf. Das Wüstfallen war in die Zeit bis 1500 einzuordnen. Für 1518 wurde die Neuerrichtung der Dorfkirche überliefert.[23][24][25][26][27]

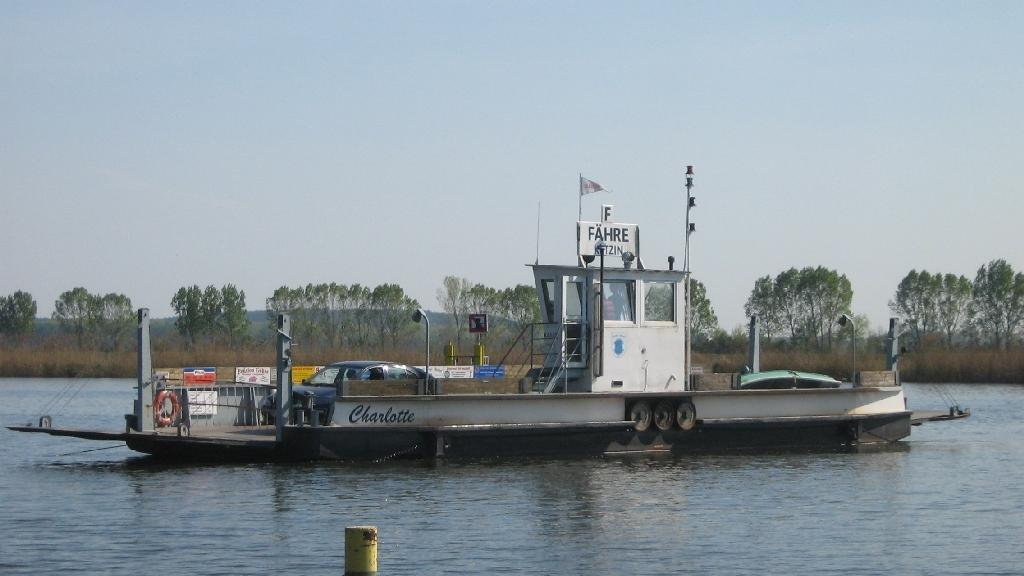
Um Ketzin gab es zahlreiche elbslawische Siedlungen. Der Flecken selbst entstand in askanischer Zeit. Eine Ketziner Fähre erwähnte bereits das Landbuch Kaiser Karls IV. von 1375.

- Die Wendemark (Ketzin) gehörte zusammen mit dem Flecken Ketzin zum Territorium des Hochstifts Brandenburg. Sie stand unter der Grundherrschaft des jeweiligen Bischofs. Der Ortsname wurde nicht überliefert, ein Hinweis auf das Eingehen des Dorfs vor den ersten schriftlichen Überlieferungen. Das Landbuch nutzte die Umschreibung „Sunt ibi adhuc alii 12 mansi, qui dicuntur slavici, quorum plebanus habt 1;…“[29] – Dort sind außerdem andere 12 Hufen, welche slawische genannt werden, davon hat der Pfarrer 1. Die Feldflur war in die benachbarte Ortschaft eingebunden worden. Die Pfarrhufe erhielt der Landkleriker nicht als ursprüngliche Dotation, sondern kaufte sie 1307. In Ketzin selbst bewirtschaftete er 3 Hufen. Der Flurname Wendemark erschien erstmals 1551.[24][1][30][31]

- Über Wolsier (heute zu Havelaue) und das übrige Ländchen Rhinow geboten die Grafen von Lindow-Ruppin als Pfandherren. Karl IV., Regent von Brandenburg (1373–1378) konnte das Westhavelländische Ländchen 1376 einlösen. Die Ersterwähnung des Dorfs datierte auf 1437. Anlass war die Vereignung ans Domkapitel von Havelberg. Im Jahr 1500 bezeichnete eine Urkunde Wolsier als wüst.[3][32][3][33]

Die meisten Feldfluren wurden den Nachbarorten zugeschlagen. Lochow und Wolsier entstanden neu um mehrere 100 Meter versetzt. Lediglich Tiekow wurde fast an gleicher Stelle wieder aufgebaut. Einzig in diesem Dorf lebten dem Landbuch der Mark Brandenburg nach Kossäten, zudem mit 2 verhältnismäßig wenig. Der nächsten Hinweis auf diese bäuerliche Unterschicht lag aus dem Jahr 1450 für Klein Weseram vor.

## Literatur

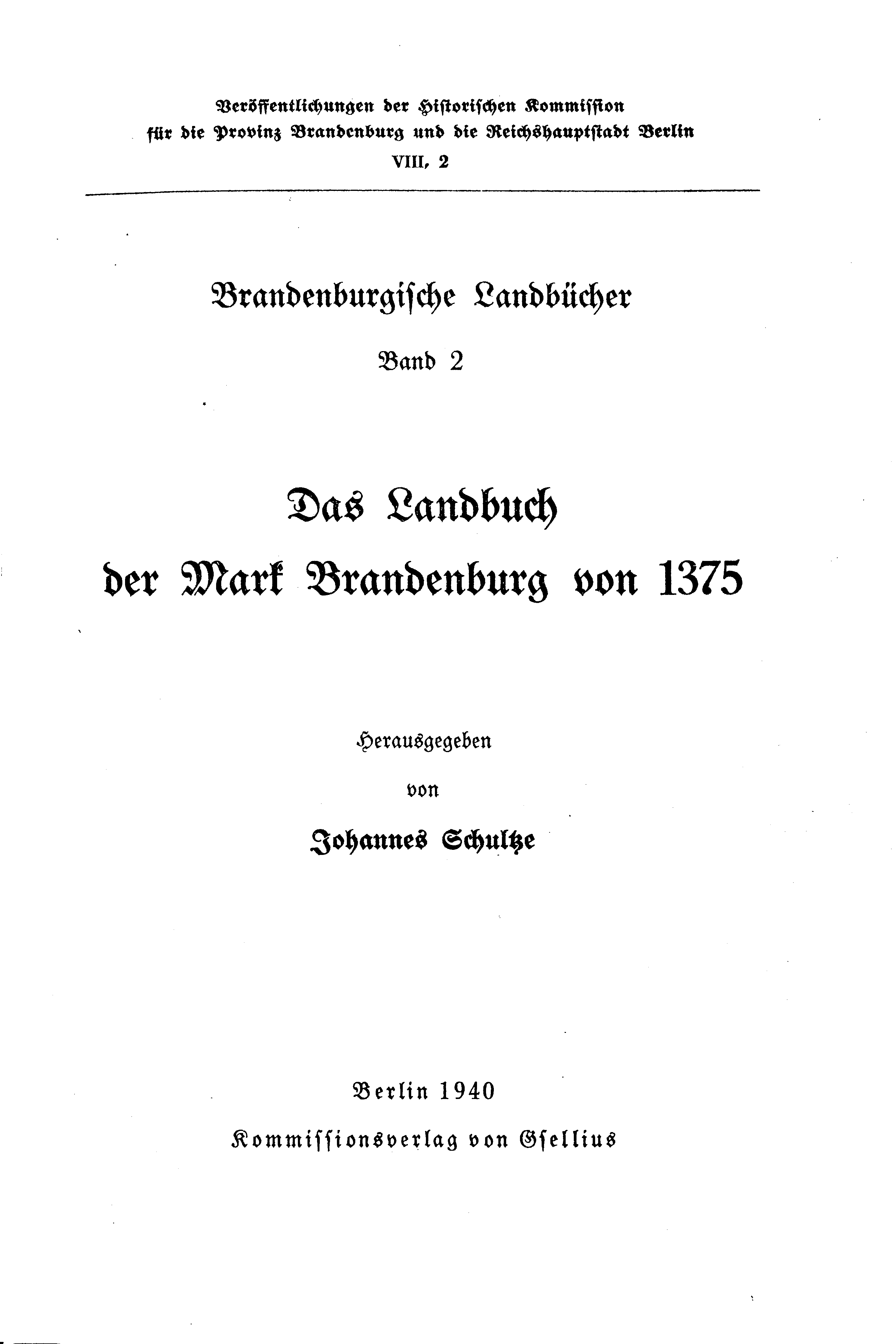
Das Landbuch der Mark Brandenburg, ein(e) Quell(e) der Erkenntnis über die märkische Geschichte, Titelblatt der Edition von Johannes Schultze